# 各階平面図
各階平面図（かくかいへいめんず）とは、一棟ないし数棟の建物又は区分建物の不動産登記法上の各階の形状・床面積等を示す図面をいう。建物を新築・増築等した場合には、その登記申請の際に必ず添付しなければならない法定添付書類である。通常の場合、建物図面とセットで作成される。
各階平面図は登記所に保存されており、誰でも閲覧及び写しの交付を請求することができる。

## 概要
不動産登記規則第83条第1項及び第2項によれば、各階平面図には附属建物があるときは主たる建物又は附属建物の別及び附属建物の符号、各階の別、各階の平面の形状及び一階の位置、各階ごとに建物の周囲の長さ並びにその求積方法を記録しなければならず、原則として1/250の縮尺で作成しなければならないとされている。また、同第22条第1項によれば、各階平面図は建物図面とともに建物図面つづり込み帳につづり込むものとされる。

## 社会的機能
各階平面図は建物の各階の形状・床面積等の物理的状況を示すものであるが、その主な社会的機能は固定資産税の課税対象となる家屋の床面積に関する情報の把握にあると考えられる。

## 添付が必要となる登記
- 建物表題登記
- 床面積の変更又は更正をともなう建物の表題部の変更登記